# Hackford
Hackford – wieś w Anglii, w Norfolk. W 1931 wieś liczyła 171 mieszkańców.